# Bondodjar Mong
Bondodjar Mong Khan, o Bondonchar Khan (930 circa), è stato un condottiero e sovrano mongolo, diretto progenitore della stirpe reale di Gengis Khan.

## Vita
Fu un Khan dei Mongoli. Di lui poco è noto tranne che era appartenente al gruppo tribale dei Borjigin.

Era figlio di Debun Khan e nipote di Torokoljin Bayan.

## Discendenze
Fu sposato con varie mogli. Primo dei suoi figli fu Kabichi Baator padre di Menen Tudun (poi padre di Kachi Kaluk). Tra i suoi discendenti diretti c'è, oltre a Gengis Khan, anche Tamerlano.

## Mito
Secondo la leggenda raccontata nella Storia segreta dei mongoli, la madre Alan Goa lo concepì dopo la morte del marito Debun in seguito alla visita notturna da parte di un essere luminoso, che la donna identificò con il dio Tengri.